# Gospelmuziek
Gospel of gospelmuziek is een muziekgenre in de christelijke muziek.
Het Engelse woord gospel komt van het Oudengelse goð ('goed') en spell ('nieuws, boodschap') en betekent dus net als het Griekse evangelie 'goed nieuws' of 'goede/blijde boodschap'.
De gospelmuziek werd geboren in de katoenvelden van de zuidelijke staten van de Verenigde Staten van Amerika. Het is zwarte religieuze muziek die sterk beïnvloed werd door zowel de ritmische muziek die de slaven meebrachten uit Afrika alsook door de 'bevindelijke' manier van geloven van de blanken. Het leven na de dood, vaak aangeduid als het oversteken van de rivier de Jordaan, is een zeer vaak terugkerend thema.
Er wordt onderscheid gemaakt tussen 'zwarte' en 'blanke' gospelmuziek.
'Black gospel' kan zowel traditioneel zijn, met grote koren met solisten uit zwarte kerken, of hedendaags, verwant aan de muziek die te horen is op 'zwarte' radiostations. Het maakt deel uit van de toenmalige slavencultuur van dit land, terwijl andere invloeden komen uit de blanke cultuur van met name Britse straatliederen en gezangen, en uit ervaringen in de strijd om gelijke burgerrechten.
'White gospel' kan worden onderverdeeld in drie grote categorieën: 'Southern gospel', gelijkend op countrymuziek en typisch gebracht door een mannelijk kwartet; inspirerende of kerkmuziek, afgestemd op de kerkbezoekers en in het algemeen gezongen door koren tijdens een dienst; en ten slotte hedendaagse christelijke muziek, liedjes van de populaire cultuur met christelijke teksten voor consumenten op de markt gebracht via netwerken van christelijke platenmaatschappijen en onder meer aangeboden via christelijke boekwinkels. 
Belangrijke vertolkers van de oervorm van de (zwarte) gospel waren of zijn Mahalia Jackson, die algemeen als 'de koningin van de gospelmuziek' wordt beschouwd, The Staples Singers, The Jubalaires en The Five Blind Boys of Alabama. Ook Elvis Presley zong veel gospels. Voornamelijk met vrienden, maar ook tijdens optredens. Ook Sam Cooke, Jackie Wilson en John Legend zijn beïnvloed door gospelmuziek.
Uit de gospelmuziek kwam in de jaren vijftig en zestig de soul voort, met invloeden uit de rhythm-and-blues. Het religieuze karakter is hierbij weggevallen.
De term gospelmuziek wordt soms ook gebruikt als algemene aanduiding voor christelijke muziek. Feitelijk is dit onjuist, aangezien gospel verwijst naar een bepaald muziekgenre en christelijke muziek in alle muziekgenres wordt gemaakt.